# Gabriel Martinelli
Gabriel Teodoro Martinelli Silva (ur. 18 czerwca 2001 w Guarulhos) – brazylijski piłkarz włoskiego pochodzenia występujący na pozycji napastnika w angielskim klubie Arsenal oraz w reprezentacji Brazylii. Wychowanek Corinthians, w trakcie swojej kariery grał także w Ituano.

## Statystyki

### Klubowe
(aktualne na koniec sezonu 2022/2023)
| Klub               | Sezon              | Liga               | Liga  | Liga   | Puchar kraju | Puchar kraju | Puchar ligi | Puchar ligi | Europa | Europa | Inne  | Inne   | Suma  | Suma   |
| Klub               | Sezon              | Liga               | Mecze | Bramki | Mecze        | Bramki       | Mecze       | Bramki      | Mecze  | Bramki | Mecze | Bramki | Mecze | Bramki |
| ------------------ | ------------------ | ------------------ | ----- | ------ | ------------ | ------------ | ----------- | ----------- | ------ | ------ | ----- | ------ | ----- | ------ |
| Ituano             | 2018               | –                  | –     | –      | –            | –            | –           | –           | –      | –      | 20    | 4      | 20    | 4      |
| Ituano             | 2019               | Série D            | 0     | 0      | –            | –            | –           | –           | –      | –      | 14    | 6      | 14    | 6      |
| Ituano             | Ogólnie            | Ogólnie            | 0     | 0      | 0            | 0            | 0           | 0           | 0      | 0      | 34    | 10     | 34    | 10     |
| Arsenal            | 2019/2020          | Premier League     | 14    | 3      | 3            | 0            | 2           | 4           | 7      | 3      | –     | –      | 26    | 10     |
| Arsenal            | 2020/2021          | Premier League     | 14    | 2      | 1            | 0            | 1           | 0           | 6      | 0      | 0     | 0      | 22    | 2      |
| Arsenal            | 2021/2022          | Premier League     | 29    | 6      | 1            | 0            | 6           | 0           | –      | –      | –     | –      | 36    | 6      |
| Arsenal            | 2022/2023          | Premier League     | 36    | 15     | 2            | 0            | 1           | 0           | 7      | 0      | –     | –      | 46    | 15     |
| Arsenal            | Ogólnie            | Ogólnie            | 93    | 26     | 7            | 0            | 10          | 4           | 20     | 3      | 0     | 0      | 130   | 33     |
| Ogólnie w karierze | Ogólnie w karierze | Ogólnie w karierze | 93    | 26     | 7            | 0            | 10          | 4           | 20     | 3      | 34    | 10     | 164   | 43     |

### Reprezentacyjne
(aktualne na 5 grudnia 2022)
| Reprezentacja | Rok     | Mecze | Bramki |
| ------------- | ------- | ----- | ------ |
| Brazylia      |         |       |        |
| 2022          | 6       | 0     |        |
| Ogólnie       | Ogólnie | 6     | 0      |